# Österreichische Heraldik
Die österreichische Heraldik reiht sich in die mitteleuropäische Wappenkunde ein. Besonders die Habsburger Zeit war für sie prägend. So sind viele Stadtwappen durch den österreichischen Bindenschild oder den Kaiseradler, neben den anderen Motiven, zu erkennen. Landes- und ortsgebundene Beizeichen stehen neben der Wappenfigur. Bevorzugt waren und sind redende Wappen oder Wappen mit folkloristischen, historischen und geografischen Aussagen. Viele Wappen weisen religiöse Motive auf.
Die Zeit der Doppelmonarchie zeigt einen deutlichen Unterschied zu Ungarn. Diese ungarische Heraldik hatte einen starken Einfluss aus den Türkenkriegen erfahren, aber nicht an Österreich weitergereicht.
Nach 1918 und nochmals nach 1945 wurden viele Wappen neu geschaffen oder der Neuzeit angepasst. Ursache war der Zerfall der Doppelmonarchie und die politische Ausrichtung der daraus entstandenen neuen Staaten (Tschechoslowakei, Ungarn, Jugoslawien).